# Окружности Мальфатти

Окружности Мальфатти

Окружности Мальфатти — три окружности внутри заданного треугольника, такие, что каждая окружность касается двух других и двух сторон треугольника. Окружности названы именем Джанфранческо Мальфатти, который начал исследовать задачу построения этих окружностей с ошибочным убеждением, что они в сумме дают максимальную возможную площадь трёх непересекающихся окружностей внутри треугольника. Задача Мальфатти относится к обеим задачам — как к построению окружностей Мальфатти, так и к задаче нахождения трёх непересекающихся окружностей внутри треугольника с максимальной общей площадью.

## Задача Мальфатти

Сравнение окружностей Мальфатти и трёх окружностей, максимизирующих площадь в правильном треугольнике

В 1803 году Джанфранческо Мальфатти предложил задачу высечения трёх цилиндрических колонн из треугольной призмы мрамора так, чтобы максимизировать общий объём колонн. Он полагал, как и многие другие после него, что решение задачи дают три касающихся друг друга окружности. То есть, что три окружности Мальфатти дают максимальую общую площадь среди всех непересекающихся окружностей внутри треугольника.
Мальфатти опубликовал работу на итальянском, и многие не могли прочитать её в оригинале. Работа была переведена на французский Жозефом Диасом Жергонном в первом томе Annales (1810-1811), с последующим обсуждением во втором и десятом томах. Однако в переводе Жергонн лишь поставил задачу о касающихся окружностях, но не задачу нахождения максимальной площади.
Гипотеза оказалась ошибочной. В 1930 году обнаружено, что в некоторых треугольниках бо́льшая площадь может быть получена с помощью жадного алгоритма, который вписывает в треугольник окружность максимального радиуса, затем вписывает вторую окружность в один из углов с наименьшей величиной угла, а затем вписывает третью окружность в одну из пяти остающихся областей. Разница в площади для правильного треугольника невелика, чуть больше 1 %, но, как заметил в 1946 Ховард Ивз, для равнобедренного треугольника с очень острым углом в вершине оптимальные окружности (расположенные один над другим, начиная с основания) имеют почти удвоенную площадь по сравнению с окружностями Мальфатти. В 1967 году показано, что для любого треугольника построение даёт три окружности с большей площадью, чем окружности Мальфатти, так что окружности Мальфатти никогда не оптимальны.
В 1992 году классифицированы все способы расположения максимальных по суммарной площади окружностей внутри треугольника. При использовании этой классификации доказано, что жадный алгоритм всегда находит окружности, максимизирующие площадь, и предложена формула для определения, какое расположение окружностей оптимально для заданного треугольника. В 1997 году высказана гипотеза, что для любого целого n жадный алгоритм для заданного треугольника находит набор из n окружностей с максимальной общей площадью. Известно, что гипотеза верна для {\displaystyle n\leqslant 3}.

## История
Задача построения трёх касающихся окружностей внутри треугольника была предложена японским математиком XVIII столетия Адзимой Наонобу (яп. 安島直円) ещё до работы Мальфатти, и эта задача была включена в неопубликованную коллекцию работ Адзимы, собранную годом позже его смерти учеником Кусакой Макото. Та же самая задача была обнаружена ещё в более раннем манускрипте 1384 года, написанном Монтепульчано (Gilio di Cecco da Montepulciano). Манускрипт находится в Муниципальной библиотеке в итальянской Сиене.
Со времён Мальфатти имеется большое число работ по методам построения касающихся окружностей Мальфатти. Ричард Гай отмечал, что литература по задаче «обширна, разрознена и не всегда осведомлена о собственном существовании»
[уточнить]. Примечательно, что в 1826 году Якоб Штейнер представил простое геометрическое построение, основывающееся на общих касательных. Другие авторы утверждали, что построение Штейнера недостаточно доказано, и Эндрю Сёрль Харт предоставил доказательство в 1856 году, но Гай указал на доказательство, имеющееся в двух работах самого Штейнера. Лоб и Ричмонд (Lob, Richmond) упомянули решения Лемуса (C. L. Lehmus, 1819), Каталана (1845), Деруссо (J. Derousseau, 1895), Пампуха (A. Pampuch, 1904), и Кулиджа (J. L. Coolidge, 1916), основанные на алгебраической формулировке задачи. Алгебраические решения не различают внутренние и внешние касания окружностей и заданного треугольника. Если задачу обобщить, позволив касания любого вида, то для заданного треугольника имеется 32 различных решения и обратно, тройка взаимно касающихся окружностей будет решением для восьми различных треугольников. Боттема и Гай (Bottema, 2001, Guy, 2007) упомянули также работы над задачей и её обобщениями Адамса (C. Adams, 1846), Адольфа Квидда (Adolphe Quidde, 1850), Шелбаха (K. H. Schellbach, 1853), Кэли (1854, 1857, 1875), Клебша (1857), Симонса (P. Simons, 1874), Кэйси (J. Casey, 1888), Руше и Комбруса (Rouché, Comberousse, 1900), Бейкера (H. F. Baker, 1925), Роджерса (L. J. Rogers, 928), Процисси (Angelo Procissi, 1932), Найто (Jun Naito, 1975) и Роджерса (D. G. Rogers, 2005).
У Гато и Маццотти (Gatto, 2000, Mazzotti, 1998) встречается изложение эпизода в неаполитанской математике 19 века, связанного с окружностями Мальфатти. В 1839 Винченсо Флаути (Vincenzo Flauti) объявил соревнование, включающее решение трёх геометрических задач, одной из которых было построение окружностей Мальфатти. Его целью было показать превосходство синтетической техники (геометрия без использования координат) над аналитической. Вопреки тому, что решение было найдено студентом соперничающей школы аналитической геометрии Фортунатом Падулой (Fortunato Padula), Флаути отдал приз своему собственному студенту, Никола Труди (Nicola Trudi), решение которого Флаути знал ещё до объявления конкурса. Недавно задача построения окружностей Мальфатти была использована для тестирования систем компьютерной алгебры.

## Построение Штейнера

Построение Штейнера

Хотя во множестве ранних работ об окружностях Мальфатти используется аналитическая геометрия, в 1826 Якоб Штейнер дал следующее простое геометрическое построение.
Центр окружности, касающейся двух сторон треугольника, что наблюдается у окружностей Мальфатти, должен лежать на одной из биссектрис треугольника (зелёные отрезки на рисунке). Эти биссектрисы делят треугольник на три меньших треугольника, и построение Штейнера окружностей Мальфатти начинается с построения вспомогательных трёх окружностей (показанных на рисунке пунктиром), вписанных в эти три треугольника. Каждая пара вспомогательных окружностей имеет две общие касательные. Одна из этих касательных является биссектрисой, а вторая показана на рисунке красным пунктиром. Обозначим стороны треугольника буквами a, b и c, а три касательные, не являющиеся биссектрисами, буквами x, y и z, где x является общей касательной окружностей, не касающихся стороны a, y является общей касательной окружностей, не касающихся стороны b, а z является общей касательной окружностей, не касающихся стороны c. Тогда три окружности Мальфатти — это вписанные окружности трёх четырёхугольников abyx, aczx и bczy Три общих касательных x, y и z пересекают стороны треугольника в точках касания вспомогательных окружностей, а потому могут быть найдены как отражения биссектрис относительно прямых, соединяющих пары центров этих окружностей .

## Формула радиусов
Радиус каждой из трёх окружностей Мальфатти можно найти по формуле, использующей длины сторон a, b и c треугольника, радиус вписанной окружности r, полупериметр {\displaystyle s=(a+b+c)/2} и три расстояния d, e и f от центра вписанной окружности треугольника до вершин, противоположных сторонам a, b и c соответственно. Формулы этих трёх радиусов:
{\displaystyle r_{1}={\frac {r}{2(s-a)}}(s+d-r-e-f)}
{\displaystyle r_{2}={\frac {r}{2(s-b)}}(s+e-r-d-f)}
{\displaystyle r_{3}={\frac {r}{2(s-c)}}(s+f-r-d-e)}
(Центр окружности радиуса {\displaystyle r_{1}} принадлежит отрезку {\displaystyle d};
Центр окружности радиуса {\displaystyle r_{2}} принадлежит отрезку {\displaystyle e};
Центр окружности радиуса {\displaystyle r_{3}} принадлежит отрезку {\displaystyle f}.)
Согласно Стевановичу (Stevanović 2003) эти формулы были открыты Мальфатти и были опубликованы посмертно в 1811.
Связанные формулы можно использовать для нахождения примеров треугольников, у которых длины сторон, радиус вписанной окружности и радиусы окружностей Мальфатти все являются рациональными или целыми числами. Например, треугольник со сторонами 28392, 21000 и 25872 имеет радиус вписанной окружности 6930 и радиусы Мальфатти 3969, 4900 и 4356. Другой пример: треугольник со сторонами 152460, 165000 и 190740 имеет радиус вписанной окружности 47520 и радиусы окружностей Мальфатти 27225, 30976 и 32400.

## Точки Адзимы — Мальфатти

Первая точка Адзимы — Мальфатти

Пусть дан треугольник ABC и его три окружности Мальфатти, пусть D, E и F — точки, где две окружности касаются, противоположные вершинам A, B и C соответственно. Тогда три прямые AD, BE и CF пересекаются в одной замечательной точке, известной как первая точка Адзимы — Мальфатти. Вторая точка Адзимы — Мальфатти — точка пересечения трёх прямых, соединяющих точки касания окружностей Мальфатти с центрами вневписанных окружностей треугольника. Другие центры треугольника, связанные с окружностями Мальфатти, включают точку Иффа-Мальфатти, образованную таким же способом, что и первая точка Мальфатти, из трёх взаимно касающихся окружностей и (продолженных) сторон треугольника, но частично лежащих вне треугольника, и радикальный центр трёх окружностей Мальфатти.